# Marvano

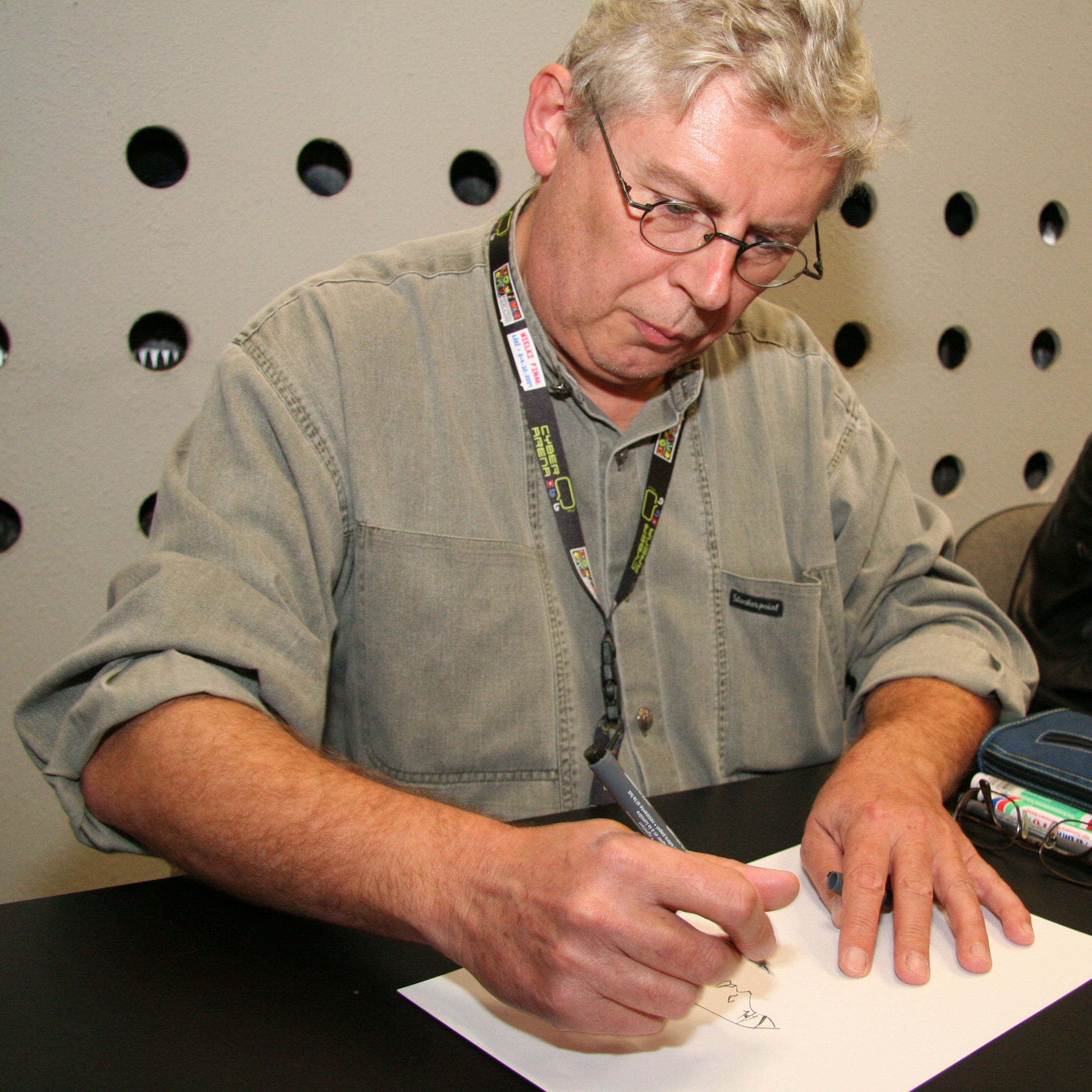
Marvano auf dem International Comics Festival in Lodz, Polen

Marvano (eigentlich Mark Van Oppen, * 29. April 1953 in Zolder, Belgien) ist ein belgischer Comiczeichner und -autor.

## Leben
Mark Van Oppen wurde 1953 in Zolder geboren. Er studierte zunächst Innenarchitektur, entschied sich dann aber, als Illustrator und Comiczeichner zu arbeiten. Sein möglicherweise bekanntestes Werk ist die Adaption von Joe Haldemans Der Ewige Krieg. Marvano und Haldeman arbeiteten später ebenfalls für eine Comicadaption des Romanes Gekaufte Zeit (Buying time) zusammen, diese heißt Dallas Barr.
Anschließend schuf Marvano drei Comictrilogien mit historischem Hintergrund, zunächst Berlin (Berlin während und nach dem Zweiten Weltkrieg), dann Grand Prix (über Rennfahrer in den dreißiger Jahren) und Die jüdische Brigade.
Seit Beginn der 1980er Jahre illustrierte er zahlreiche Romane und Kurzgeschichtensammlungen der Reihe Heyne Science-fiction & Fantasy aus dem Heyne Verlag, beginnend 1981 mit Der Flug des Pferdes von Larry Niven. Genannt wurde dabei sein bürgerlicher Namen.

## Werke
- 1988–1989: Der Ewige Krieg, Romanadaption, drei Bände
- 1996–2005: Dallas Barr, sieben Bände
- 2007–2008: Berlin, drei Bände
- 2010–2012: Grand Prix (Comicserie), drei Bände
- 2013–2016: Die jüdische Brigade (Comicserie), drei Bände